# Chiesa di San Michele Arcangelo ai Corridori di Borgo
San Michele Arcangelo ai Corridori di Borgo era una chiesa di Roma, importante per ragioni storiche e artistiche. Di antica origine, essa fu demolita nel 1939 per l'allargamento di Borgo Sant'Angelo e di via della Traspontina.

## Ubicazione
La chiesa era situata nel rione Borgo, su via di Porta Castello, ed era addossata al Passetto (il passaggio coperto che unisce il palazzo Vaticano a Castel Sant'Angelo). Il suo lato lungo meridionale si affacciava su Borgo Sant'Angelo.

## Denominazione
L'edificio, originariamente dedicato a tutti gli angeli, venne poi dedicato a San Michele Arcangelo, in relazione alla leggenda relativa alla sua apparizione sul castello durante il pontificato di San Gregorio Magno (r. 590-604). Un altro nome della chiesa era Sant'Angelo di Borgo mentre i romani la chiamavano San Michelino.  Fin dal regno di papa Alessandro VI (r. 1492-1503) si è chiamata anche Sant'Angelo al corridoio, dove l'attributo al corridoio ha avuto origine dalla vicinanza con il Passetto di Borgo, detto anche il corridore.

## Storia

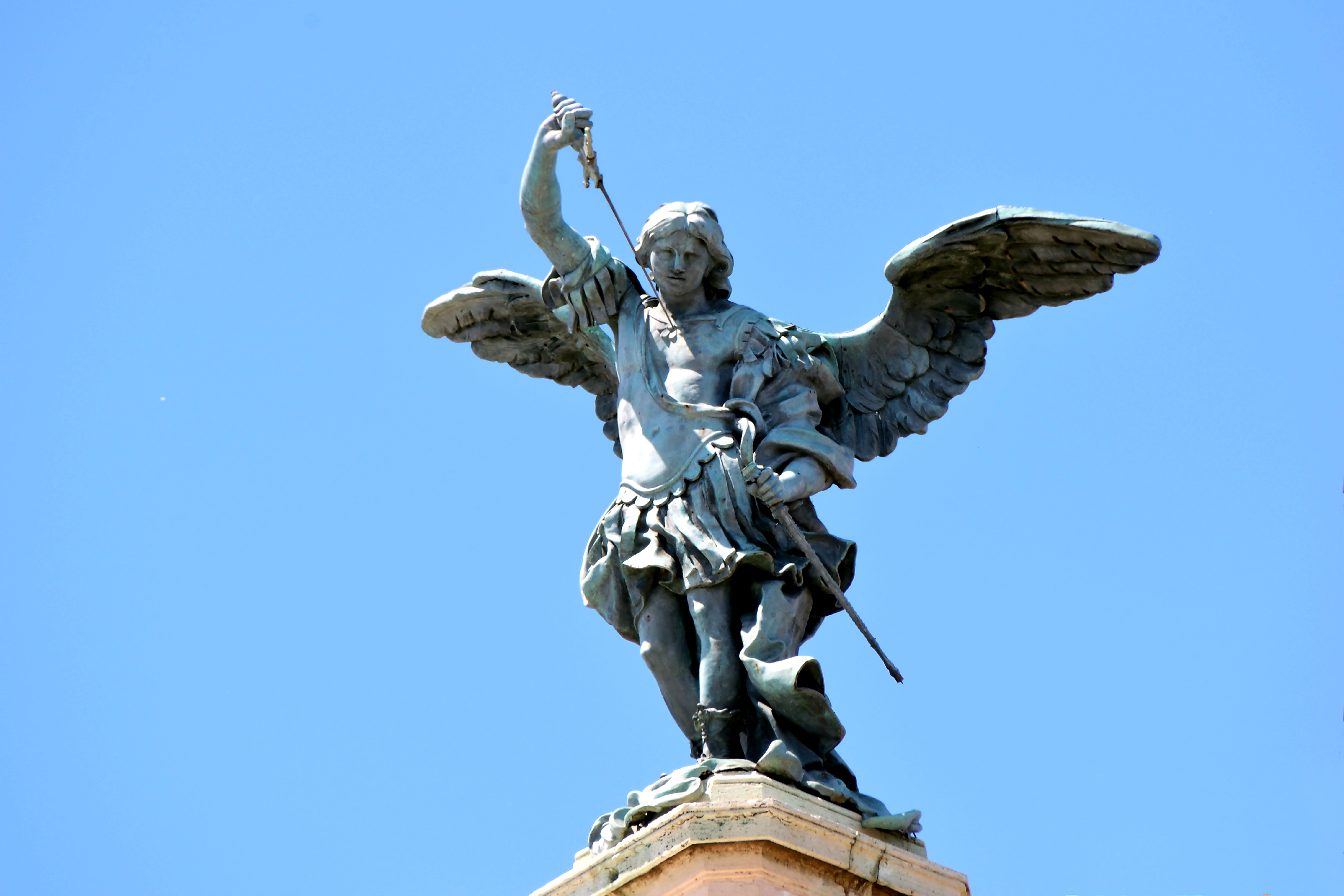
Statua di San Michele Arcangelo in cima a Castel Sant'Angelo: l'origine della chiesa è collegata tradizionalmente alla leggenda dell'apparizione dell'arcangelo sul castello.

La tradizione collega l'origine di una prima chiesa che porta questo nome alla leggenda dell'apparizione di San Michele sopra il castello durante una processione guidata da San Gregorio Magno per fermare la peste, ma è improbabile che la fondazione fosse così antica: è possibile che nel Medioevo esistesse un'altra chiesa, chiamata Sant'Angelo di Castello, posta molto più vicina a Castel Sant'Angelo, e che questa dovesse essere demolita a causa della sua vicinanza alla rocca. La chiesa esisteva comunque sotto il pontificato di Eugenio IV (r. 1431-43) e vicino a essa era situato un ospedale detto hospitale angelorum oppure hospitale sancti Angeli. Questo era amministrato dalla Confraternita di San Michele Arcangelo, fondata nel 1432. L'ospedale chiuse alla fine del XIV secolo, ma la confraternita esiste ancor oggi. Questa, il cui compito principale passò dall'assistenza agli infermi alla provvigione di una dote per le ragazze ("zitelle" in romanesco) povere, si finanziava tramite l'affitto di diversi immobili nel Borgo e in città. I confratelli si riunivano in un oratorio annesso alla chiesa lungo Borgo Sant'Angelo, la cui facciata era stata rinnovata nel 1717 da Camillo Paladini.
Chiesa e ospedale furono demoliti nel 1497, sotto papa Alessandro VI, ma la chiesa venne ricostruita con il progetto dell'architetto fiorentino Tiberio Calcagni nel 1564, e assegnata di nuovo da Papa Pio IV (r. 1559-65) alla confraternita di San Michele Arcangelo.
L'edificio, restaurato nel 1867, doveva già essere demolito in seguito al piano regolatore del 1908, il quale prevedeva un ampio viale di collegamento fra il centro storico e il rione Prati in prosecuzione di ponte Vittorio Emanuele II. Questo sarebbe stato ottenuto raddoppiando via di porta Castello, demolendo perciò la chiesa. Risparmiata per la sospensione del progetto e il parere negativo delle commissioni tecniche del comune, la chiesa non ebbe scampo trent'anni più tardi; espropriata nel 1938, essa venne demolita nel luglio 1939 per l'allargamento di Borgo Sant'Angelo e di via della Traspontina, nel quadro della sistemazione del Rione per l'apertura di Via della Conciliazione.
Dopo la demolizione della sua chiesa, l'arciconfraternita nel 1969 venne riunita con quella della Santissima Annunziata in Borgo e da allora officia le sue funzioni nel ricostruito oratorio dell'Annunziata su Lungotevere Vaticano.

## Descrizione

### Architettura

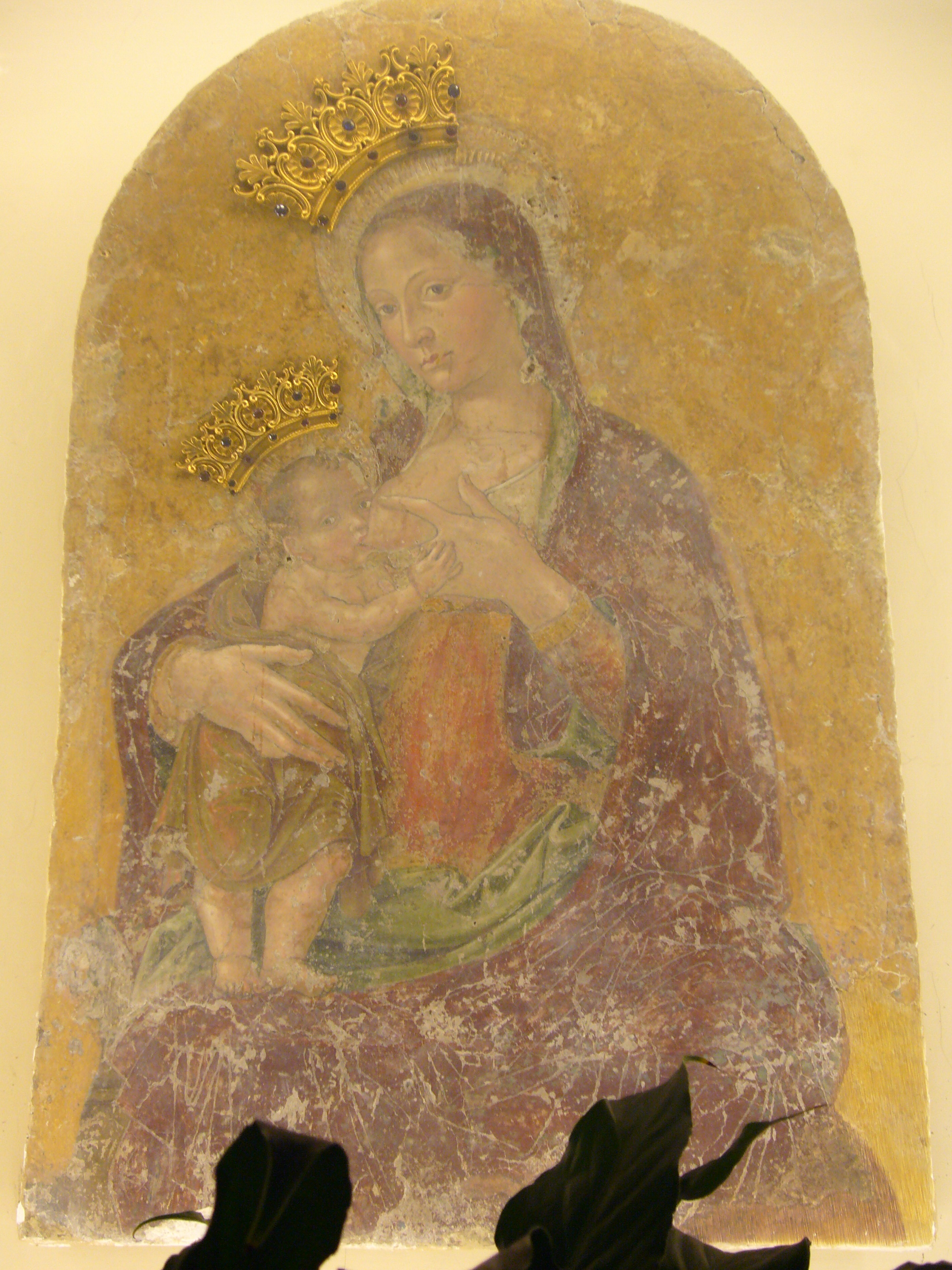
Madonna del latte col Bambino, affresco attribuito ad Antoniazzo Romano, già nella chiesa, adesso nell'oratorio della Nunziatina.

La facciata della chiesa era a un ordine sormontato da un attico. Quello aveva un portale affiancato da due nicchie ed era scandito da paraste, mentre questo era diviso da riquadri separati da paraste rastremate. Il coronamento era a timpano con due orifiamme, che incorniciava un cartiglio con l'iscrizione dedicativa in latino: "DIVO MICHAELI ARCHANGELO" ("A San Michele Arcangelo"). Un campanile a vela si trovava sul tetto al confine fra la chiesa e l'oratorio.

### Interno
L'interno della chiesa era a una navata con una sola cappella dedicata alla vergine posta sul lato sinistro della prima campata. Il tempio aveva tre altari: sull'altar maggiore era posto un dipinto raffigurante San Michele opera di Giovanni de Vecchi; quello di destra era dedicato al crocifisso, quello di sinistra alla Madonna, con affreschi di Giovanni Battista della Marca, pittore tardo manierista, fra i quali "la Processione di San Gregorio magno", commissionato dalla confraternita con lo scopo di aumentarne il prestigio diffondendo la leggenda della fondazione.
La chiesa ospitava diverse opere d'arte, fra cui un dipinto di della Marca raffigurante l'Apparizione dell'Arcangelo Michele sull'alto di castello e una statua in bronzo dell'arcangelo Michele opera di Albert Lefeuvre donata da papa Leone XIII. Anche il soffitto era decorato con una raffigurazione tardo secentesca dell'arcangelo Michele che abbatte il demonio.
La sacrestia ospitava uno dei documenti più interessanti dell'Alto Medioevo romano: la lapide in marmo pavonazzetto del notaio Eugenio in memoria del figlio Boezio, morto a 11 anni il 25 Ottobre 577, e della moglie Argenta, deceduta sette mesi dopo. La stele, forse proveniente dal quadriportico dell'Antica basilica di San Pietro in Vaticano, venne spostata qui nel XVI secolo.
Nel cortile della chiesa c'era inoltre un affresco di Antoniazzo Romano raffigurante la Madonna del latte col Bambino. Scoperta accidentalmente nel 1825, la Madonna, che prese il nome di Refugium Peccatorum ("rifugio dei peccatori"), fu staccata dalla parete ed esposta alla venerazione dei fedeli sopra l'altare di sinistra della chiesa, opera di Giuseppe Valadier.
Nel 1867 le lunette della chiesa furono affrescate da Attilio Palombi con storie della vita della confraternita. Nella stessa occasione, il rifacimento del pavimento marmoreo comportò la dispersione di alcune lapidi medievali. A causa dell'unificazione delle due confraternite, dopo la demolizione della chiesa quasi tutti gli arredi e le opere d'arte di Sant'Angelo, tra cui la Madonna del latte e il già citato affresco di della Marca, furono trasferiti nell'Oratorio della Nunziatina.
Alcuni elementi architettonici dell'edificio, smontati durante la demolizione, sono invece conservati nei depositi comunali.